# Кальцинація

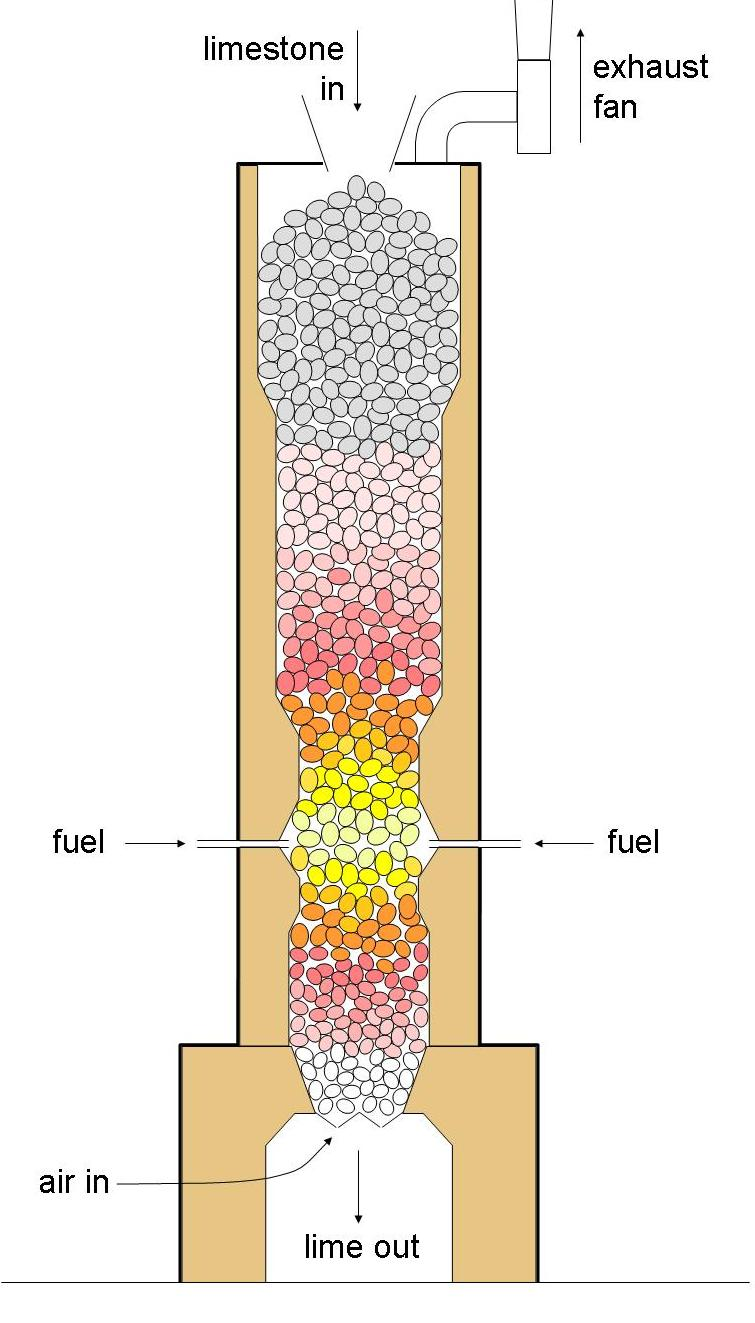
Піч для випалу вапняку

Кальцинація (англ. calcination, roasting ; нім. Kalzination f, Kalzinierung f, Kalzinieren n) — надання речовині нових властивостей шляхом кальцинування, результат кальцинування.
Нагрівання в атмосфері повітря чи кисню. Термін найчастіше вживають для процесів приготування каталізаторів.